# Peter Zindel
Peter Zindel (* 26. September 1841 in Hundelshausen (Hessen); † 18. Februar 1902 in Essen) war ein deutscher Architekt des Historismus. Er war insbesondere für seine Kirchenbauten bekannt, Bauwerke nach seinen Entwürfen entstanden vor allem im Ruhrgebiet.

## Leben
Zindel studierte an der Höheren Gewerbeschule Kassel bei Georg Gottlob Ungewitter. 1862 war er Mitarbeiter beim Paderborner Diözesanbaumeister Arnold Güldenpfennig. 1864 wurde er Nachfolger seines Lehrers Ungewitter an der Höheren Gewerbeschule Kassel. Im Jahr 1871 ging er nach Essen und arbeitete dort als selbstständiger, freiberuflicher Architekt, zunächst bis 1876 noch in Sozietät mit Julius Flügge.

## Werk (Auswahl)

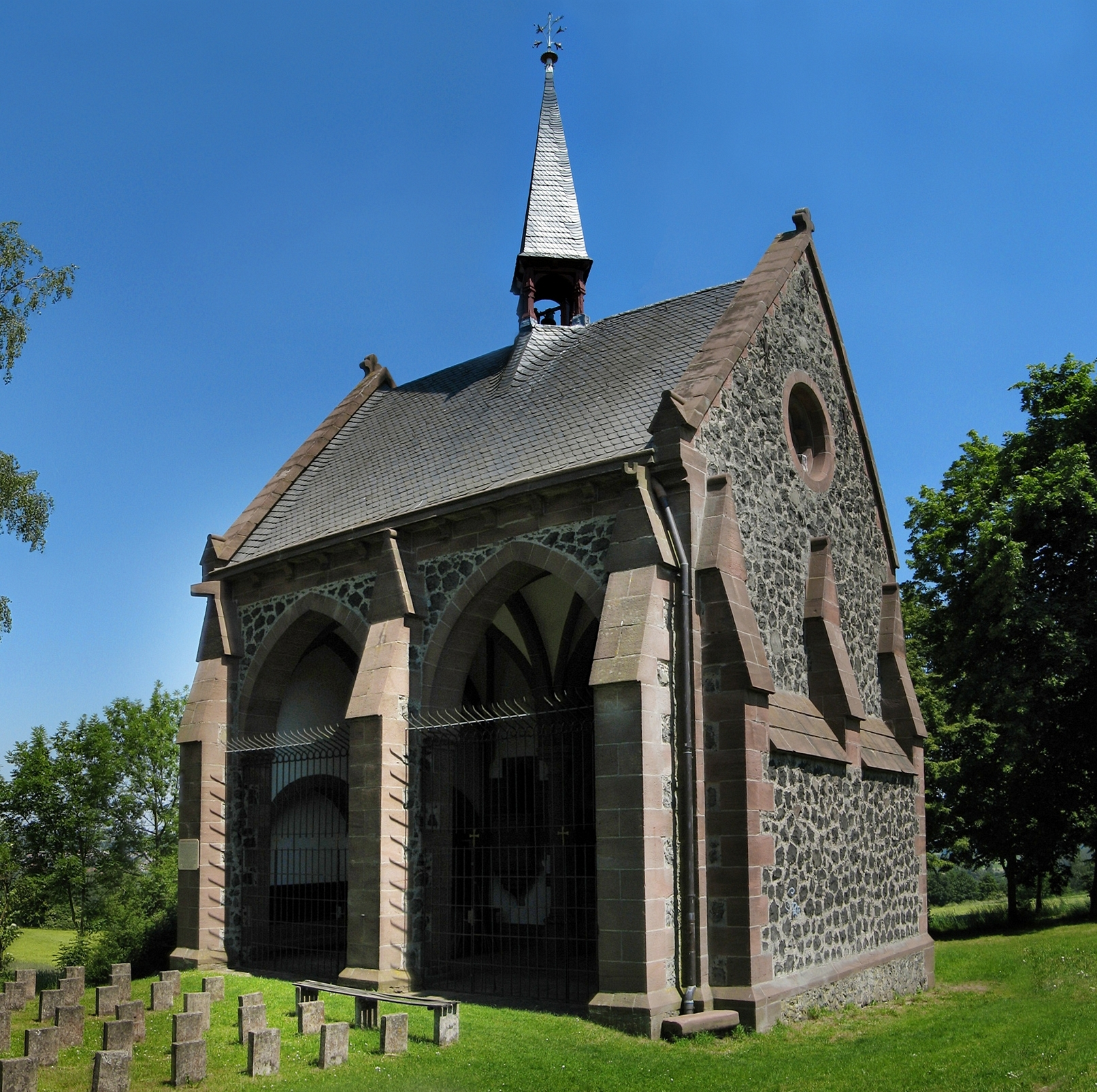
Wallfahrtskapelle bei Amöneburg

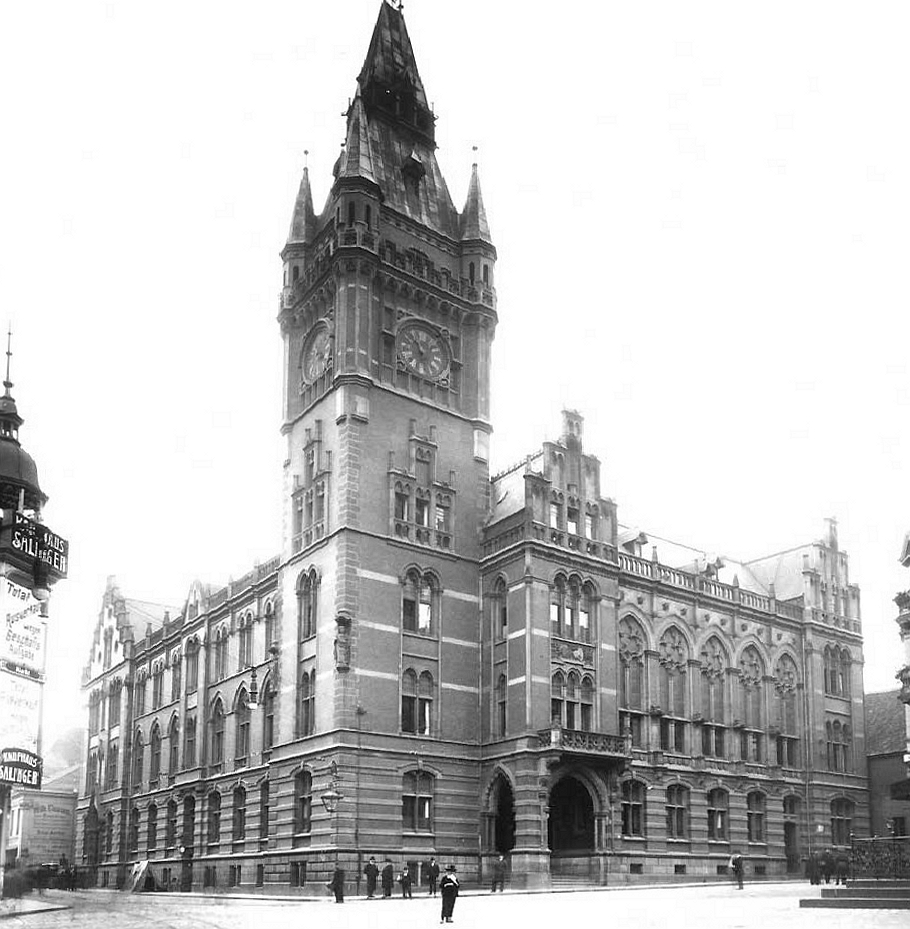
Rathaus in Essen

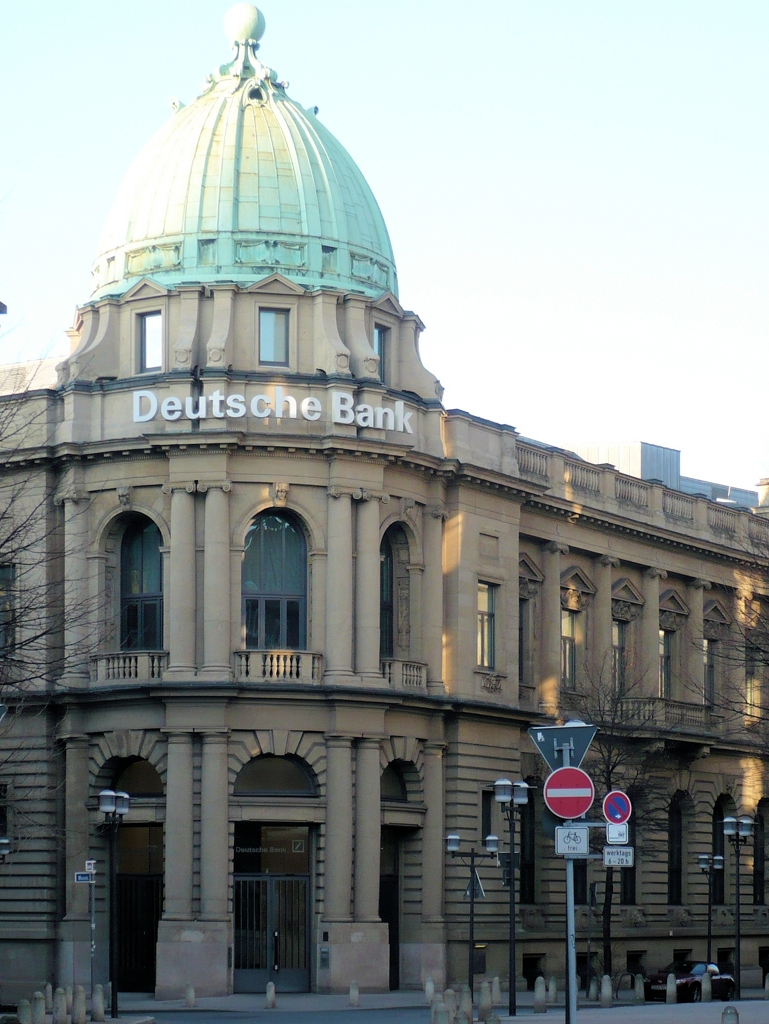
Gebäude der ehem. Essener Creditanstalt

- 1866–1871: katholische Pfarrkirche St. Johannes der Täufer in Amöneburg, nach Entwurf von Georg Gottlob Ungewitter
- 1866–1869: evangelische Kirche zu Seigertshausen, Pläne
- 1867: katholische Wallfahrtskapelle St. Maria Magdalena bei Amöneburg
- 1867: Altaraufsatz der katholischen Pfarrkirche St. Maria zu Volkmarsen
- 1871: katholische Kirche zu Himmelsberg, zugeschrieben
- 1873–1875: evangelische Kreuzkirche in Herne
- 1878–1888: Rathaus in Essen, Kettwiger Straße (1964 abgerissen)
- 1880–1881: evangelische Lutherkirche in Castrop, Am Bennertor
- ab 1880: Renovierung bzw. Restaurierung des Essener Münsters
- 1882: evangelische Kirche in Gelsenkirchen-Schalke, Schalker Markt (kriegszerstört)
- 1882–1884: Evangelische Altstadtkirche in Gelsenkirchen-Mitte (kriegszerstört)
- 1883–1884: Rathaus in Wattenscheid
- 1884–1885: Synagoge in Gelsenkirchen-Altstadt, Neustraße 4[2][3]
- 1885–1887: evangelische Kirche Ümmingen in Laer, Wittener Straße (1975 abgerissen)
- 1886–1889: evangelische Lutherkirche in Hörde, Semerteichstraße
- 1886–1894: katholische Pfarrkirche St. Joseph in Gelsenkirchen-Schalke, Kurt-Schumacher-Straße (nach Kriegsschäden verändert)
- 1898–1899: Amtshaus Weitmar in Weitmar, Hattinger Straße 389
- 1898–1901: erster und zweiter Bauabschnitt des Bankgebäudes der Essener Credit-Anstalt in Essen, Lindenallee / Maxstraße (1905 und 1908 erweitert, um 1996 entkernt und Fassaden neu hinterbaut)
- 1900: evangelische Auferstehungskirche in Oberhausen-Osterfeld, Vestische Straße